# Hepatoblastom
Das Hepatoblastom ist ein bösartiger (maligner) embryonaler Tumor der Leber und gehört zu den Krebserkrankungen. Es ist in erster Linie eine Erkrankung des Säuglings- und Kleinkindesalter; Erkrankungen im Alter von mehr als 10 Jahren sind selten, aber vorkommend.

## Epidemiologie
Ca. 0,7 % aller bösartigen Erkrankungen im Kindes- und Jugendalter sind Hepatoblastome. Nach den US-amerikanischen Daten des SEER-Programms beträgt die Inzidenz von Hepatoblastomen im Alter von 0–15 Jahren ca. 1,0/1.000.000 Kinder. Das mediane Alter bei Auftreten eines Hepatoblastoms beträgt 19 Monate; lediglich 5 % der Betroffenen sind älter als 4 Jahre. Hepatoblastome sind im Erwachsenenalter extrem selten, kommen aber vor. Männer bzw. Jungen sind häufiger betroffen als Frauen bzw. Mädchen: auf 1,4 bis 2,0 männliche Betroffene kommt 1 weibliche Betroffene. Innerhalb der letzten 2 Jahrzehnte ist ein Anstieg der Hepatoblastom-Inzidenz um ca. 5 % pro Jahr beobachtet worden (SEER-Daten: 1972–1992).

## Ursachen
Die genaue Ursache bzw. die genauen Ursachen der Entstehung von Hepatoblastomen sind gegenwärtig nicht vollständig geklärt. Mehrere Eigenschaften und Faktoren scheinen das Auftreten von Hepatoblastomen jedoch zu begünstigen oder mit dem Auftreten von Hepatoblastomen zusammenzuhängen.

### Frühgeburtlichkeit
Aus japanischen Untersuchungen ergibt sich ein statistischer Zusammenhang zwischen der Frühgeburtlichkeit und dem Auftreten von Hepatoblastomen. Dies gilt insbesondere für Kinder mit einem Geburtsgewicht von weniger als 1.000 g. Ob dieser statistische Zusammenhang zufällig ist oder auf eine Ursache-Wirkungsbeziehung hindeutet ist gegenwärtig nicht gesichert.

### Angeborene Erkrankungen
Das Wiedemann-Beckwith-Syndrom (auch Beckwith-Wiedemann-Syndrom oder EMG-Syndrom genannt) ist mit einem erhöhten Risiko für bösartige embryonale Tumoren vergesellschaftet. Obwohl der häufigste bösartige embryonale Tumor beim Wiedemann-Beckwith-Syndrom das Nephroblastom (Wilms-Tumor) ist, ist das Risiko an einem Hepatoblastom zu erkranken für Menschen mit Wiedemann-Beckwith-Syndrom deutlich erhöht. Auch besteht ein erhöhtes Risiko an einem Hepatoblastom zu erkranken, wenn eine familiäre adenomatöse Polyposis (Abk.: FAP) vorliegt. Der statistische Zusammenhang ist allerdings nur an kleinen Fallserien aufgezeigt worden. Ursächlich für die vermehrte Entstehung von Hepatoblastomen sind im Zusammenhang mit der FAP offensichtlich Mutationen im Adenomatösen Polyposis Coli-Gen (APC-Gen). Möglicherweise gehäuft kommen Hepatoblastome bei Menschen mit einem Li-Fraumeni-Syndrom und Menschen mit einem Prader-Willi-Syndrom vor; der Zusammenhang gilt aber nicht als gesichert. Im Gegensatz zum hepatozellulären Karzinom (HCC) sind angeborene Erkrankungen wie der alpha-1-Antitrypsinmangel oder die hereditäre Tyrosinämie Typ 1 (Fumarylacetoacetathydrolase-Mangel) nicht mit einem gehäuften Auftreten von Hepatoblastomen vergesellschaftet.

### Umweltfaktoren
Es gibt Hinweise auf einen Zusammenhang zwischen dem Vorkommen von Hepatoblastomen und schädlichen Umwelteinflüssen. Exposition gegenüber Metalldämpfen bei Vätern von Kindern mit Hepatoblastom kommen häufiger vor als bei Kindern ohne Hepatoblastom. Ein ursächlicher Zusammenhang ist aber noch nicht etabliert. Im Gegensatz zum hepatozellulären Karzinom (HCC) spielen Steroide offensichtlich keine Rolle in der Entstehung eines Hepatoblastoms. Ebenso wenig ist eine insbesondere chronische Infektion mit dem Hepatitis-B-Virus mit dem Auftreten von Hepatoblastomen in Zusammenhang zu bringen. Inwieweit der statistische Zusammenhang zwischen Frühgeburtlichkeit und Auftretenswahrscheinlichkeit von Hepatoblastomen auf Umwelteinflüsse zurückzuführen ist, bleibt gegenwärtig unklar.

## Genetische Veränderungen
Die Untersuchung der Chromosomen (Karyotypisierung) beim Hepatoblastom hat wiederkehrende Muster von krankhaften Veränderungen aufgezeigt. Die häufigste Veränderung ist eine Trisomie (Verdreifachung eines Chromosoms), die entweder allein oder auch in Verbindung mit anderen strukturellen Veränderungen des Genmaterials vorkommen kann. Am häufigsten sind Trisomien 2 und 20 beobachtet worden, nachfolgend die Trisomie 8. Verluste von Chromosomenteilen (Deletionen) kommen ebenfalls vor. Translokationen des Chromosoms 1q12 auf das Chromosom 4q34 sind bei lediglich vier Fällen beobachtet worden: allerdings waren alle Betroffenen männlich und alle Betroffenen hatten Hochrisikotumoren. Genetische Veränderungen, die auch bei anderen embryonalen Tumoren auftreten können, sind beispielsweise der Verlust der Heterozygotie (engl. loss of heterozygosity; LOH) auf dem Chromosom 11q15 (Gen: p57KIP2). Auch Mutationen des APC-Gens sind beschrieben.

## Symptome
Hepatoblastome fallen zumeist durch eine schmerzlose Schwellung des Bauches auf. Diese Schwellung wird entweder von den Eltern oder vom Arzt entdeckt. In den meisten Fällen existieren daneben keine weiteren Symptome; allerdings sind Bauchschmerzen oder Gelbsucht (Ikterus) infolge eines Verschlusses der Gallenwege möglich. Auch Übelkeit, Gewichtsverlust und Erbrechen können als Zeichen der Erkrankung vorkommen, stehen zumeist sogar für das Vorliegen eines fortgeschrittenen Erkrankungszustands. Bei männlichen Patienten kann es infolge der Störung des Hormonhaushaltes auch zu einem vorgezogenen Pubertätsbeginn kommen (Pubertas praecox).
Im Falle einer vorliegenden Metastasierung können weitere Symptome auftreten. Da der häufigste Ort einer Metastasenbildung die Lunge ist, können Atemnot, Hustenreiz oder selten auch Blutspucken vorhanden sein. Metastasen im Knochen, Gehirn und Knochenmark sind zwar ausgesprochen selten, können aber vorkommen und sich über Knochenschmerzen, Knochenbrüche (pathologische Frakturen), Bewegungseinschränkung, Krampfanfälle, Blutarmut, Abgeschlagenheit und Blutungsneigung bemerkbar machen.

## Diagnostik
Die klinische Untersuchung stellt zumeist die Schwellung im Bauch fest. Als erstes bildgebendes Verfahren wird häufig die Sonographie eingesetzt: eine vermehrte Echogenität der Raumforderung in der Leber deutet auf eine bösartige Erkrankung hin, ist aber kein sicheres Zeichen hierfür. Unter Einsatz der Duplex-Sonographie bzw. Doppler-Sonographie kann die Gefäßversorgung eines Lebertumors mitbeurteilt werden. Hierbei gilt, dass der Nachweis einer starken Durchblutung oder der Nachweis einer übernormal ausgeprägten Blutgefäßversorgung als Hinweis auf eine bösartige Erkrankung gilt. Um die Ausdehnung eines Hepatoblastoms gut erfassen zu können, ist entweder eine Computertomographie (CT) oder Magnetresonanztomographie (MRT) notwendig. Beide Untersuchungen sollten dabei mit Kontrastmittel erfolgen. Bei der CT können Verkalkungen im Tumor hinweisgebend auf eine bösartige Erkrankung sein. Mit allen bildgebenden Verfahren lässt sich jedoch keine sichere Diagnose eines Hepatoblastoms feststellen.
Hepatoblastome produzieren in den allermeisten Fällen (mehr als 90 %) alpha-1-Fetoprotein (AFP). Dieses kann im Blut als sogenannter Tumormarker nachgewiesen werden. Zwar ist AFP nicht spezifisch für ein Hepatoblastom, da es beispielsweise auch von malignen Keimzelltumoren oder hepatozellulären Karzinomen produziert wird; in Zusammenschau mit dem Alter des Patienten und den Befunden einer Bildgebung durch Sonographie, CT und/oder MRT lässt sich eine Verdachtsdiagnose Hepatoblastom hiermit weiter erhärten. Vorsicht ist bei der Bestimmung des AFP im ersten Lebensjahr geboten, da AFP bei gesunden Personen während der Geburt in sehr hohen Konzentrationen vorliegt, welche im Verlauf des ersten Lebensjahres auf das Niveau des Erwachsenen absinken. Bei Kindern im ersten Lebensjahr sind daher kurzfristige Wiederholungen der AFP-Messung zumeist sinnvoll, die ein Ausbleiben des natürlichen Abfalls von AFP zeigen.
Die Diagnostik sollte neben den bildgebenden Verfahren auch ein Blutbild und eine Messung von Leberenzymen sowie Bilirubin enthalten. Einige Hepatoblastome (ca. 20 % aller Hepatoblastome) sind mit einer Thrombozytose (Steigerung der Thrombozytenzahlen) vergesellschaftet, was auf eine Bildung von Thrombopoietin durch das Hepatoblastom zurückgeführt wird. Auch sind des Öfteren milde und asymptomatische Formen der Blutarmut (Anämie) zu beobachten. Sowohl das Bilirubin als auch die Transaminasen wie SGOT und SGPT sind zumeist leicht erhöht. Gelegentlich produzieren Hepatoblastome neben dem AFP auch beta-humanes Choriongonadotropin (beta-HCG).
Das AFP kann im weiteren Verlauf als Tumormarker und indirekter Anzeiger der Therapiewirksamkeit herangezogen werden. Bei Entfernung eines Hepatoblastoms ist eine Normalisierung der AFP-Werte zu erwarten: falls diese nicht eintritt, ist bis zum Beweis des Gegenteils von einem Rückfall oder Resttumor auszugehen. Auch unter Chemotherapie fallen die AFP-Werte als Zeichen des Rückgangs des Hepatoblastoms für gewöhnlich ab.
Alle Betroffenen mit einem Hepatoblastom sollten auf das Vorliegen bestimmter genetischer Erkrankungen hin untersucht werden. Eine Zungenvergrößerung (Makroglossie), großer Nabelbruch bei Geburt (Exomphalus) und Vergrößerung einer Körperhälfte (Hemihypertrophie) sprächen beispielsweise für das Vorliegen eines Wiedemann-Beckwith-Syndroms (EMG-Syndrom).
Eine sichere Diagnose kann nur durch Probeentnahme oder Entfernung des Hepatoblastoms mit nachfolgender histologischer (feingeweblicher) Untersuchung erfolgen.
Bei Verdacht auf ein Hepatoblastom sollte eine CT der Lunge zum Ausschluss von Lungenmetastasen erfolgen. Des Weiteren ist eine Skelettszintigraphie mit 99-Technetium-Phosphonat zum Ausschluss von Knochenmetastasen sinnvoll.

## Differenzialdiagnose
Vom Hepatoblastom sind andere bösartige und gutartigen Lebertumoren abzugrenzen. Ein hepatozelluläres Karzinom tritt zumeist bei Patienten mit einem Lebensalter von über 10 Jahren auf. Rhabdomyosarkome im Bereich der Leber bzw. Gallenwege können schwer von einem Hepatoblastom zu unterscheiden sein: typischerweise führen Rhabdomyosarkome der Leber bzw. Gallenwege häufiger zu einer Gelbsucht. Oftmals kann der Ursprung des Tumors auch gegenüber dem Hepatoblastom abgegrenzt werden. Hepatome (gutartige Lebertumoren) können schwerlich von Hepatoblastomen zu unterscheiden sein: die Messung von AFP ist in diesen Fällen aber hilfreich.

## Therapie
Primär operable Tumoren werden durch Segmentresektionen der Leber bzw. Hemihepatektomien (Entfernung der rechten oder linken Leberhälfte) oder durch atypische Resektion therapiert. Nach radikaler Resektion ohne Hinterlassung von Resttumorgewebe sind die Überlebenschancen gut. Bei primär inoperablen Hepatoblastomen wird zuerst eine Cisplatin-haltige Chemotherapie durchgeführt. Hierdurch können die meisten Tumore soweit reduziert werden, dass eine Operation mit kurativem (heilendem) Ansatz erfolgen kann. Hier liegt die 5-Jahres-Überlebensrate bei 70–75 %. Bei inoperablem Tumor ist eine Lebertransplantation ggf. zu erwägen. Alternativ ist auch ein Verschluss der zuführenden Gefäße zum Tumor in Betracht zu ziehen. Eine Strahlentherapie ist nicht wirksam.